# Římskokatolická farnost Dyjákovičky
Římskokatolická farnost Dyjákovičky je územní společenství římských katolíků s farním kostelem svatého Víta v obci Dyjákovičky ve znojemském děkanství.

## Historie farnosti
První zmínky o obci Dyjákovičky pochází z období kolem roku 1200, kdy při vysvěcování kostela v Louce daroval moravský markrabí Vladislav Jindřich Louckému klášteru desátek a patronát kostela v Dyjákovičkách. Kostel je zasvěcen svatému Vítu a je v jádru gotický. V roce 1577 byl opraven a rozšířen. Roku 1800 byly zakoupeny nové varhany, roku 1836 byly pořízeny obrazy křížové cesty. Původní pamětní kniha farní byla psána od roku 1801.

## Duchovní správci
Farářem je od 1. září 2004 R. D. Jaroslav Kárník.

## Bohoslužby
| Kostel       | Místo       | Bohoslužba (den) | Hodina                                   | Poznámka     |
| ------------ | ----------- | ---------------- | ---------------------------------------- | ------------ |
| svatého Víta | Dyjákovičky | neděle pátek     | 9.30 17.00 (zimní čas)/18.30 (letní čas) | Farní kostel |

## Aktivity ve farnosti
Dnem vzájemných modliteb farností za bohoslovce a bohoslovců za farnosti brněnské diecéze je 18. duben. Adorační den připadá na 14. srpna.
Ve farnosti se pravidelně koná tříkrálová sbírka. V roce 2017 činil její výtěžek v Dyjákovičkách 13 900 korun.